# Ян Поратинський

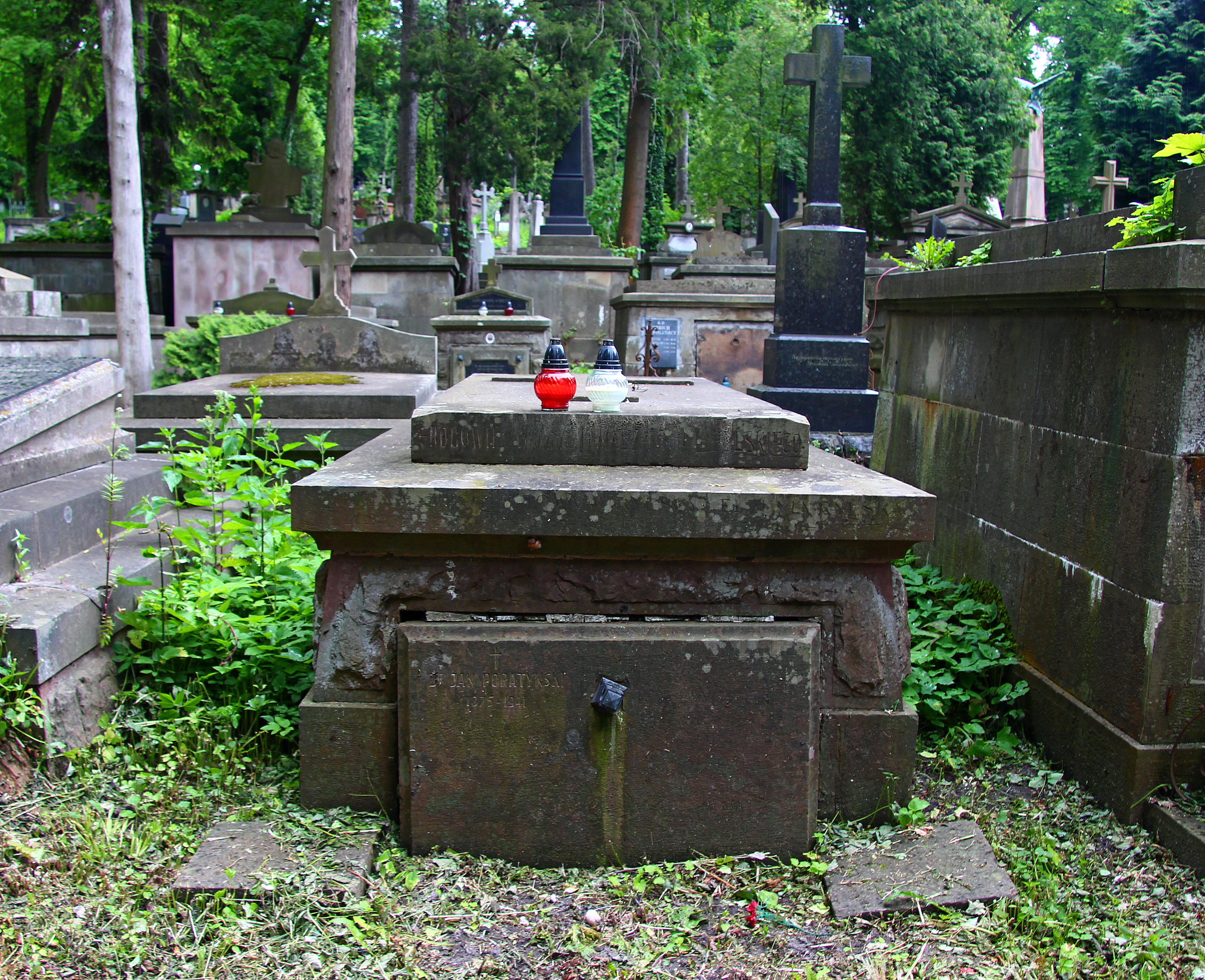

Ян Порати́нський (пол. Jan Poratyński (Piepes-Poratyński); 1876, Львів — 1941, Львів) — фармацевт і громадський діяч. Був членом Польського національного комітету, сприяв побудові каплиці на цвинтарі Орлят у Львові. У 1934—1943 роках його ім'я носила сучасна вулиця Азовська у Львові.
Син львівського аптекаря, депутата Австрійського райхсрату Якова Піпеса.
Похований у гробівці родини Т. Сцібор -Рильського на полі 1а Личаківського цвинтаря.